# Psidium bahianum
Psidium bahianum är en myrtenväxtart som beskrevs av Leslie Roger Landrum och Funch. Psidium bahianum ingår i släktet Psidium och familjen myrtenväxter. Inga underarter finns listade i Catalogue of Life.